# 東京都交通局12-000型電力動車組
東京都交通局12-000型電車電力動車組（日语：／ Tōkyōto kōtsūkyoku 12-000-gata densha */?）是東京都交通局（都營地下鐵）大江戶線用的直流通勤型電動列車，並於1991年12月正式投入服務。這款電動列車由日本車輛、日立制作所及東急車輛公司負責製造。

## 概况
本款列车共分4批，截止至2009年4月，一共有53组共424辆正在运营中。尽管列车已经充分利用车辆限界，不过仍较其他车型相比显得狭小许多。列车两端拥有紧急出口，每节车厢拥有3对车门，车门为内崁式门。采用直线电动机进行驱动，是都营地下铁中第1款使用直线电动机的列车。其中直线电动机为TLIM-12型，功率120kW，额定电压1,100V，额定電流170A，额定频率21Hz。

## 列車編組[2]
|          | 12-000 ←都厅前方向光丘方向→                |                       |                       |                       |                                 |                       |                       |                                            |
| 車廂編號 | 1                                          | 2                     | 3                     | 4                     | 5                               | 6                     | 7                     | 8                                          |
| 集電弓   |                                            | ＜                    |                       | ＜                    | ＞                              |                       | ＞                    |                                            |
| 形式區分 | 12-XX1 (12-Mc21) (Mc2)                     | 12-XX2 (12-Mc12) (M1) | 12-XX3 (12-Mc23) (M2) | 12-XX4 (12-Mc14) (M1) | 12-XX5 (12-Mc15) (M1)           | 12-XX6 (12-Mc26) (M2) | 12-XX7 (12-Mc17) (M1) | 12-XX8 (12-Mc28) (Mc2)                     |
| 动力单元 | 单元1                                      | 单元1                 | 单元2                 | 单元2                 | 单元3                           | 单元3                 | 单元4                 | 单元4                                      |
| 其他設備 |                                            |                       |                       | 無障礙設施            | 3、4批次：                      |                       |                       |                                            |
| 安裝機器 | 1、2批次（部分3批次）：BT,SIV 3、4批次：BT | VVVF                  | CP,SIV                | VVVF                  | VVVF                            | CP,SIV                | VVVF                  | 1、2批次（部分3批次）：BT,SIV 3、4批次：BT |
| 車輛重量 | 1、2批次：25.0t 3、4批次：24.0t            | 25.0t                 | 25.0t                 | 25.0t                 | 1、2批次：25.0t 3、4批次：24.0t | 25.0t                 | 25.0t                 | 1、2批次：25.0t 3、4批次：24.0t            |
| 載客量   | 90人                                       | 100人                 | 100人                 | 100人                 | 100人                           | 100人                 | 100人                 | 90人                                       |

範例
- VVVF：主控制裝置（VVVF變頻器）
- SIV：靜式變流器
- CP：電動空氣壓縮機
- BT：蓄電池
- ：無障礙設施

## 列车批次分類
- 样本车：1200編組（1986年度）／东急车辆制造製
- 1次車：1201-1205編組（1990年度）／日本車輛製造製
- 2次車：1206編組（1994年度）／日本車輛製造製
- 3次車：1207-1215編組（1992年度）／日本車輛製造、日立製作所製
- 4次車：1216-1253編組（1993年度）／日本車輛製造、日立製作所製

## 车辆配置

### 样本车

#### 设计背景
1986年3月，由东急车辆制造制作的2辆样本车，本列车是在大江户线的隧道规格作出修改后，进行试制的。列车在3月25日运送至马込车辆检修场进行试验，本批列车遵循如下设计要求：
- 21世纪通用的车辆
- 节约能源、减少维护
- 引进最新的技术对车辆系统集成化
- 车体、机器的小型轻量化

#### 列车外观
列车车身采用不锈钢车体，列车两端拥有紧急出口，其车门为内崁式门。前照灯位于驾驶室玻璃下方，尾灯位于驾驶室玻璃上方。列车方向幕使用液晶显示器，可显示红、白、蓝三色，本列车车头形状和后期生产的列车有很大的不同。

#### 列车设备
列车控制装置为GTO-VVVF，为都营地下铁中首次采用，并安装有监视设备。制动方式为踏面制动。电动机采用单机功率为120kW的鼠笼式电动机，其粘附性能较其他旋转电机有所提高。为了确保列车的起动加速度为3.0km/h/s，列车的动拖比设置为了1:1。

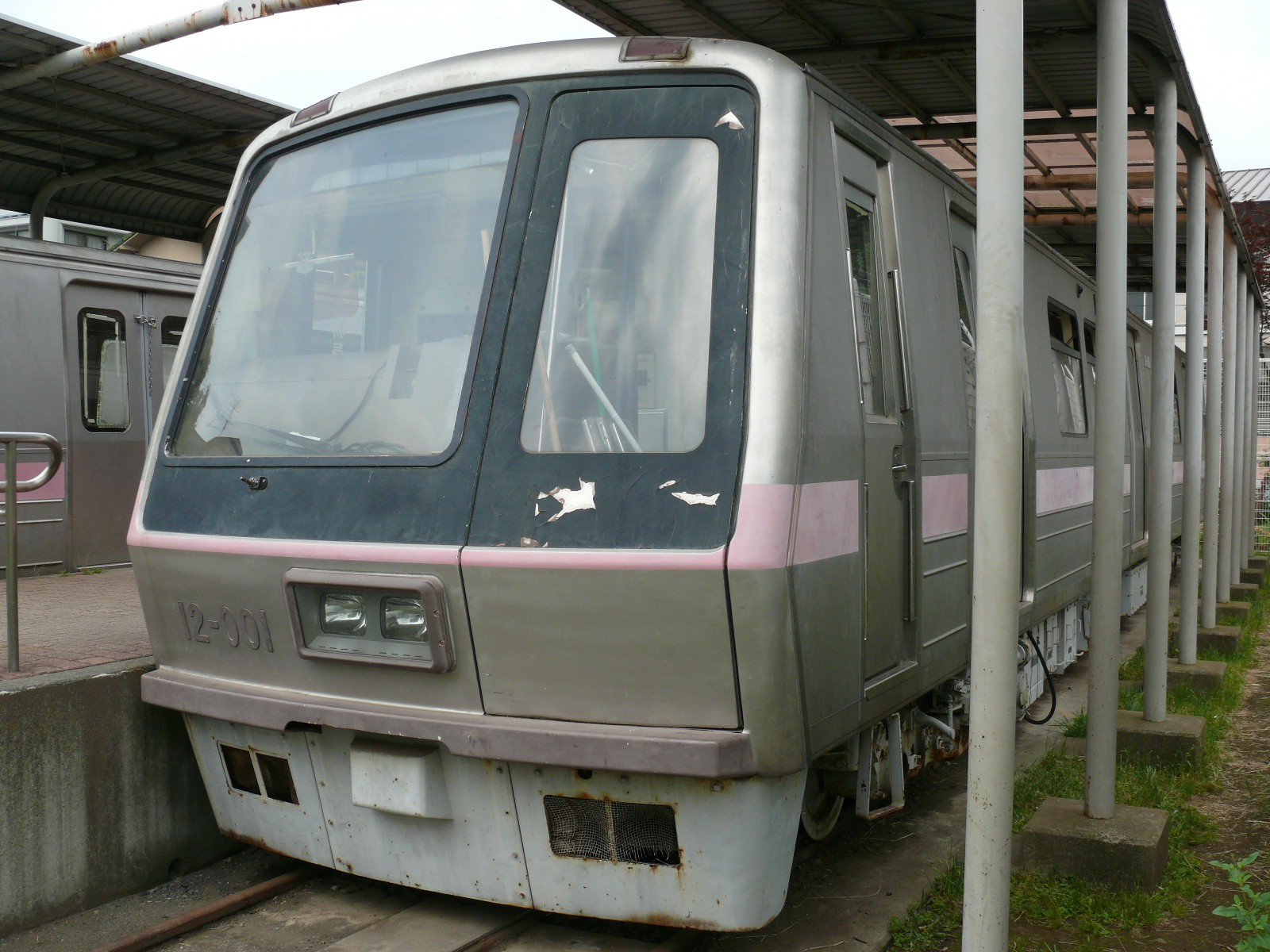
样本车（2008年6月17日）

列车转向架采用无摇枕转向架，由近畿车辆制造，为桶形多层结构并附带橡胶套管，以支持轴箱系统。其中动力转向架为T-12X型（厂家形式为KD91型），无动力转向架为T-12Y型（厂家形式为KD91A型）。为容纳列车的低地板要求，列车的转向架采取小型轻量化设计，车轮轮径为660mm。
列车辅助电源装置采用了电容为100kVA的静止型逆变器，集电弓则分别使用了菱形和Z型进行测试，最终确认最低折叠高度为170mm。列车搭载有ATC和ATO设备。
由于车辆限界的限制，列车的空调无法完全安装在车顶，而是安装在了地板上。其中空调单机功率为14.53kW，每节车厢各有2台，列车的空调控制室在列车端头。这种空调设置模式参考了都营地下铁10-000型的方式，不过10-000型只有样板车如此采用，后期的列车并未如此采用。

#### 列车内部
本批列车的车窗可以打开。其中列车驾驶室位于行进方向的右侧，12-001号车厢的驾驶台仪表采用液晶显示，12-002号车厢的驾驶台仪表采用数字显示，驾驶操纵杆为手柄式。

#### 样本车编组
|          | 12-000 ←西马込方向押上方向→ |             |
| 車廂編號 | 1                           | 2           |
| 集電弓   | ＜                          | ＞          |
| 形式區分 | 12-001 (Tc)                 | 12-002 (Mc) |
| 其他設備 | ATC,ATO                     |             |
| 安裝機器 | BT,CP,SIV                   | VVVF        |
| 車輛重量 |                             |             |
| 載客量   |                             |             |

範例
- VVVF：主控制裝置（VVVF變頻器）
- SIV：靜式變流器
- CP：電動空氣壓縮機
- BT：蓄電池

#### 马込车辆检修场的试验
本批列车在1986年5月-9月在马込车辆检修场进行旋转电机驱动试验，为适应运营要求，厂区内将10号股道作为列车试车线，其中当时的300米延长线在目前已经作为新的检修场用地，另外还专门布置了刚性接触网区段。在浅草线的末班车运营结束后，列车开始在浅草线的户越-西马込区段内进行试验。其行驶速度由在车辆基地内的限速40km/h提升至最大时速70km/h，以对列车的振动、噪音等方面进行考核，最后经确认反映良好。另外，本车还一度计划在大江户线投入运营后继续行驶。

#### 驱动装置改造
在1987年3月开始讨论了使用直线电动机的可行性，并建议制造直线电机列车作为运营车辆的可能。1987年6月，地下鉄12号線建設推進本部決定了12號線(大江户线)的列车以直线电机作驱动。所以因此，东京都交通局作出了对样本车的驱动装置改造决定，并从安全性、经济性方面进行确认。驱动方式改造试验由社团法人日本地铁协会承担。并在VVVF、制动装置、驱动装置进行改装，加装了电磁吸附装置。
列车改装后，装备的新型直线电动机采用的输出功率为120kW，12-001号车厢也进行了相关改造。另外，该款直线电动机分为两种方式加装：一种装备在转向架下端，另一种装备在主轴上。另外车轮轮径更改为610mm，由住友金属工业和日本车辆制造负责。

#### 直线电机试验
在列车驱动装置改造后，为适应列车的新的试验要求。马込车辆检修场专门在部分试车线铺设了感应板，并在1988年4月-11月进行了试验，由于反应良好。故在1988年12月21日正式决定在大江户线全线铺设感应板。

#### 列车的停用
本车的诸多性能在后期制造的4批列车中均有所体现，不过由于应用价值已经达到，列车最终于1990年停用，后于1991年2月送至千早花公园进行静态保存。

### 第1批

#### 投入使用
1990年9月至10月，由日本车辆制造制造的第1批列车生产完毕，本批列车共5组30辆。列车在1990年10月至1991年10月期间于大江户线光丘-练马之间进行高速行驶试验，以确认其整体性能和安全性能。并最终于1991年12月正式投入服务。列车在1998年全部扩编为8编组。

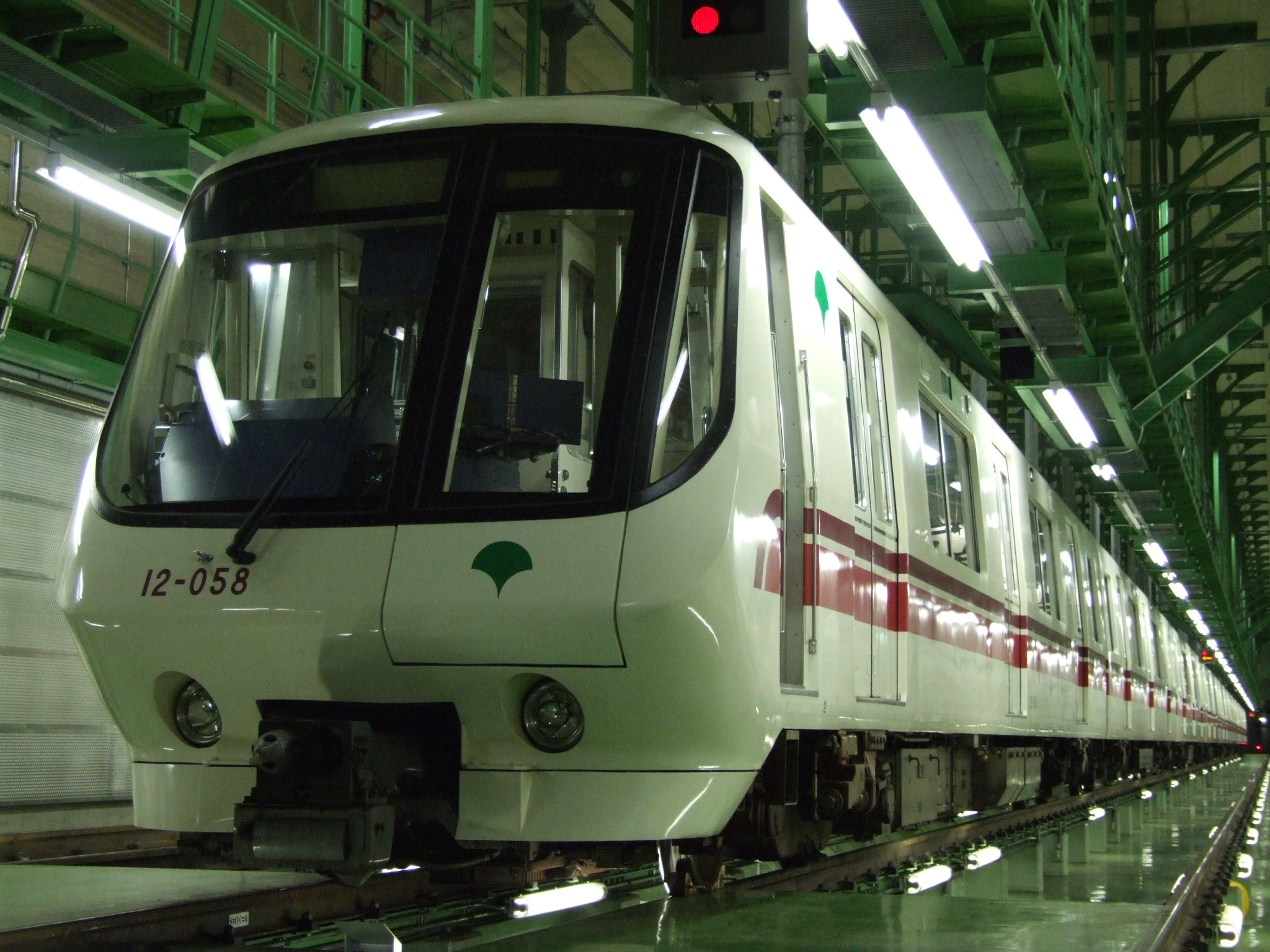
1205号列车在木场车辆检修场

#### 列车外观
本批列车采用轻量化铝合金设计，外涂装为白色。车头采用流线型设计，紧急出口设置在列车行进方向左侧。前照灯设置于车窗下方，尾灯设置在方向幕两端。

#### 列车客室
列车客室内壁为白色，地板在中央过道内为米黄色，在两端则为茶色。列车的空调设备与样本车不同，采用超薄型空调，并安装在天花板上，以确保车内的净空高度能达到至少2,100mm。车门高度为1,850mm，车门开度达1,300mm。行李架采用不锈钢焊接而成。而且自第4批车开始，在地板上设置了电动机检查盖。列车座位的普通席颜色为粉红色，优先席为蓝色。由于列车全线运行于地下区间，所以不设置窗帘。另外，列车的贯通门的玻璃也较其他车门的大。
列车轮椅位设置于4号车厢，旁边还设置有安全扶手和紧急警报装置（每节车厢设置6套）。在紧急状态按下按钮之后，可与司机进行无线通话。车门一侧上方安装有LED显示幕，另一侧安装有路线图。

#### 驾驶室
列车驾驶室进深为2,200mm，由于大江户线的所有车站月台均为岛式月台结构，故列车驾驶台设置于驾驶室行进方向的右侧。驾驶室与客室之间的门采用电磁技术锁闭。
驾驶室内壁颜色为白色，驾驶台为深蓝色，拥有无线广播、数字速度计、压力表和电压表。列车操纵杆为手柄式，分为牵引4段+制动7段+紧急制动。其中还设置有抬头显示器（由于容易和外界图像混淆，故在第2批列车以后不再设置）。
列车驾驶室的红外线监控系统可通过无线方式传送至车站或控制中心。此外列车采用车辆信息控制装置一体化控制模式，信息显示器采用触屏模式。车内向导表示器、方向幕、自动广播装置可以自动设定。

#### 安装设备
由于列车轮径为610mm，列车地板高度为800mm，使得地板之下的机器安装高度需要控制在500mm以内。控制装置是由日立制作所制造的GTO-VVVF（T-INV12型），其中1、2批次列车的磁励音与大阪市营地下铁長堀鹤见绿地线的70系相似。
列车的空气压缩机采用交流驱动形式，在3、6号车厢各搭载2台。辅助电源装置材料为晶体管，采用靜式變流器，供应至分散搭载在第3、6车厢的空调（35kVA）、空气压缩机（23kVA）、控制设备（25kVA）。为适应刚性接触网的要求，列车的集电弓的最小折叠高度为160mm。
列车采用具有空气弹簧的转向架，能够在曲线区段安全通过。第1批次的列车曾在马込车辆检修场进行转向架比较试验，不过规格均为轴距1,900mm，制动方式均为碟式制动。
第1批次列车的转向架配置情况：
- T-12D型（住友金属工业制FS545D型）第05编成转向架装载
- T-12S型（住友金属工业制FS540型）第01、04编成主轴承负载
- T-12N型（日本车辆制造制ND325型）第02、03编成主轴承负载

T-12D型采用外轴箱方式，但T-12S型和T-12N型采用内軸箱方式。其中内轴箱的轻量化采用，在日本国内较为罕见。碟式制动刹车片安装在外侧也是其中的明显特征之一。在大江户线通车后，列车在行进在曲线区段时，经常会发生异常大的噪音。经调查，这与
T-12D型的负载过大有关，因此在后期便逐渐以T-12S、T-12N型来取代现有的T-12D型。
列车内部搭载有ATC和ATO，并采用模糊控制，提高列车的驾驶和停靠精度。制动方式采用电气指令式制动和再生制动，制动段数分为7段+紧急制动，在ATO状态下可达到31段，紧急制动情况下会由再生制动承担一部分。

### 第2批

#### 投入使用
由于部分第1批次列车开始进行检修，为确保列车的正常运营，在1994年12月，由日本车辆制造生产的一组6节列车开始运至光丘车辆检修场，并于1995年2月投入使用，作为备用车辆（光丘-练马之间只需4组列车，1组备用车即可）。列车在1998年扩编为8编组。

#### 列车特性
本批次列车在外形上与第1批次列车相似。其中排障器面积较第1批次有所增大，车钩也有所修改。转向架则全部采用了T-12D型。列车客室的荧光灯照度较之前有所增加，车厢之间的贯通通道变得较之前狭窄。自本批列车开始，列车的英语广播开始改为自动播放。列车的驾驶台外观与第1批次和之后的第3、4批次有很大不同。

### 第3批

#### 投入使用
为应对练马-新宿区间的开通。在1997年3月至9月，第1207-1215编成的共72辆列车及第1、2批次的12辆扩编用车厢运送至光丘车辆检修场，这些列车由日本車輛製造和日立製作所负责制造。最初的第1207-1212编成开始以8编组形式于5月25日开始投入运营。在此期间，第1、2批次列车开始进行了扩编工程。直至扩编结束后，已开通的线路区间可容纳12组列车、3组备用车。

#### 不同点
第3批次列车有如下变更：
- 列车外涂装采用无涂装形式
- 驾驶室面积变大，列车车头形状改变
- 改为使用IGBT-VVVF
- 节约辅助电源装置
- ATC、ATO装置作出修改

此外，列车的磁励音较之前的批次有所降低，其IGBT-VVVF为T-INV12A型，空调控制装置为集中化设计。

#### 列车客室
客室内部的样式与第2批次相同，行李架取消了钢管模式，改为了铁丝网模式。紧急警报装置也由6套缩减至了3套，轮椅位设置在第4、5节车厢。

#### 造价
第1批次列车的每节车厢制造费用约1亿5,300万日元，第2批次列车约1亿7,200万日元。第3批次列车约1亿1万日元，较之前的列车节约了不少成本。

### 第4批

#### 投入使用
为应对全线区间的开通。在1999年2月22日和2000年2月17日，第1216-1253编成的共304辆列车运送至木场车辆检修场，这些列车中的第1216-1228编成由日本車輛製造负责制造，第1229-1253编成由日立製作所负责制造。其中，1216和1233编成在较晚时间才运送至木场车辆检修场。在新宿-国立竞技场区间开通时，已有2组列车率先投入使用。在全线开通后，可运行43组列车，预备车10组。

#### 列车外观及设备
本批次列车外观与第3批次列车外观相似。VVVF由东芝制造，辅助电源装置由东洋电机制造。

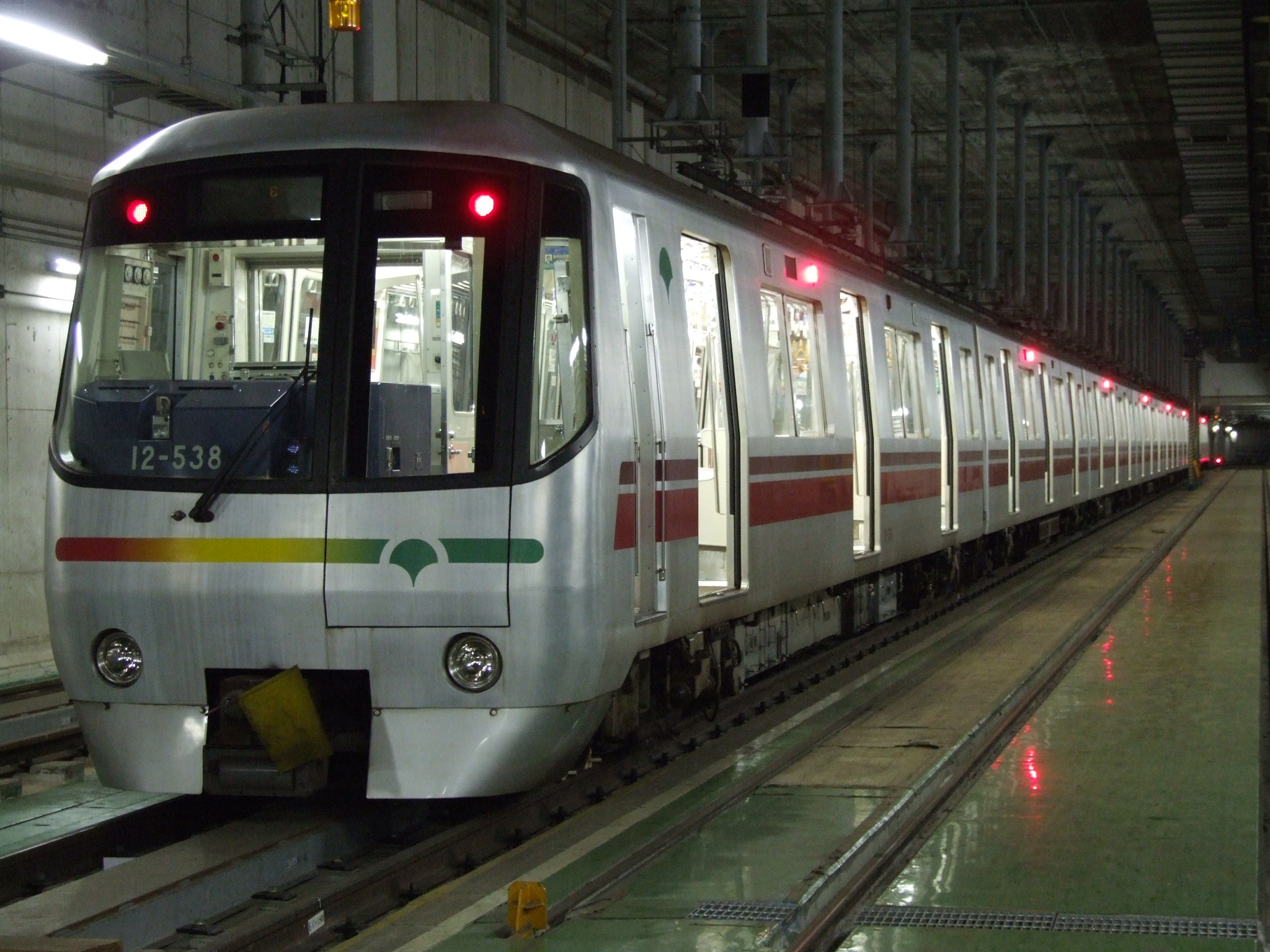
1253号列车
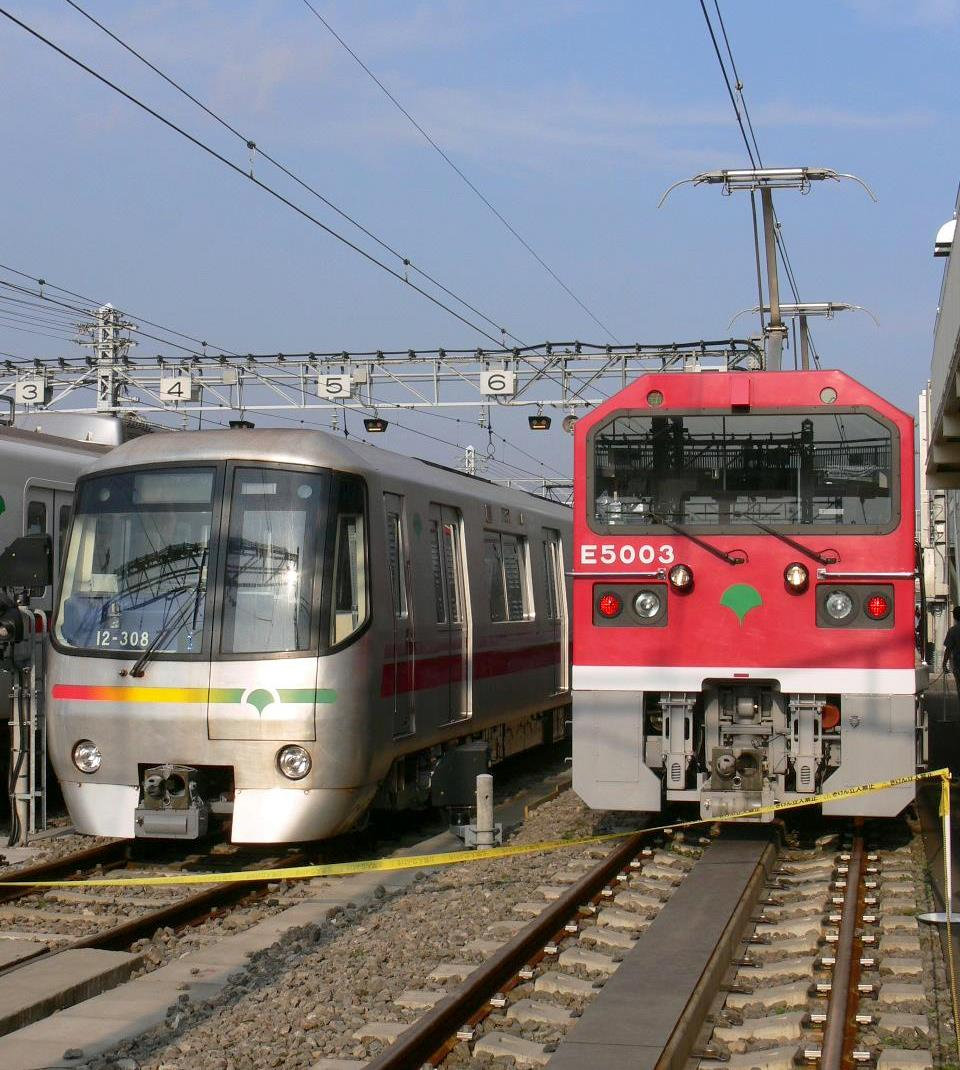
1230号列车在马込车辆检修场
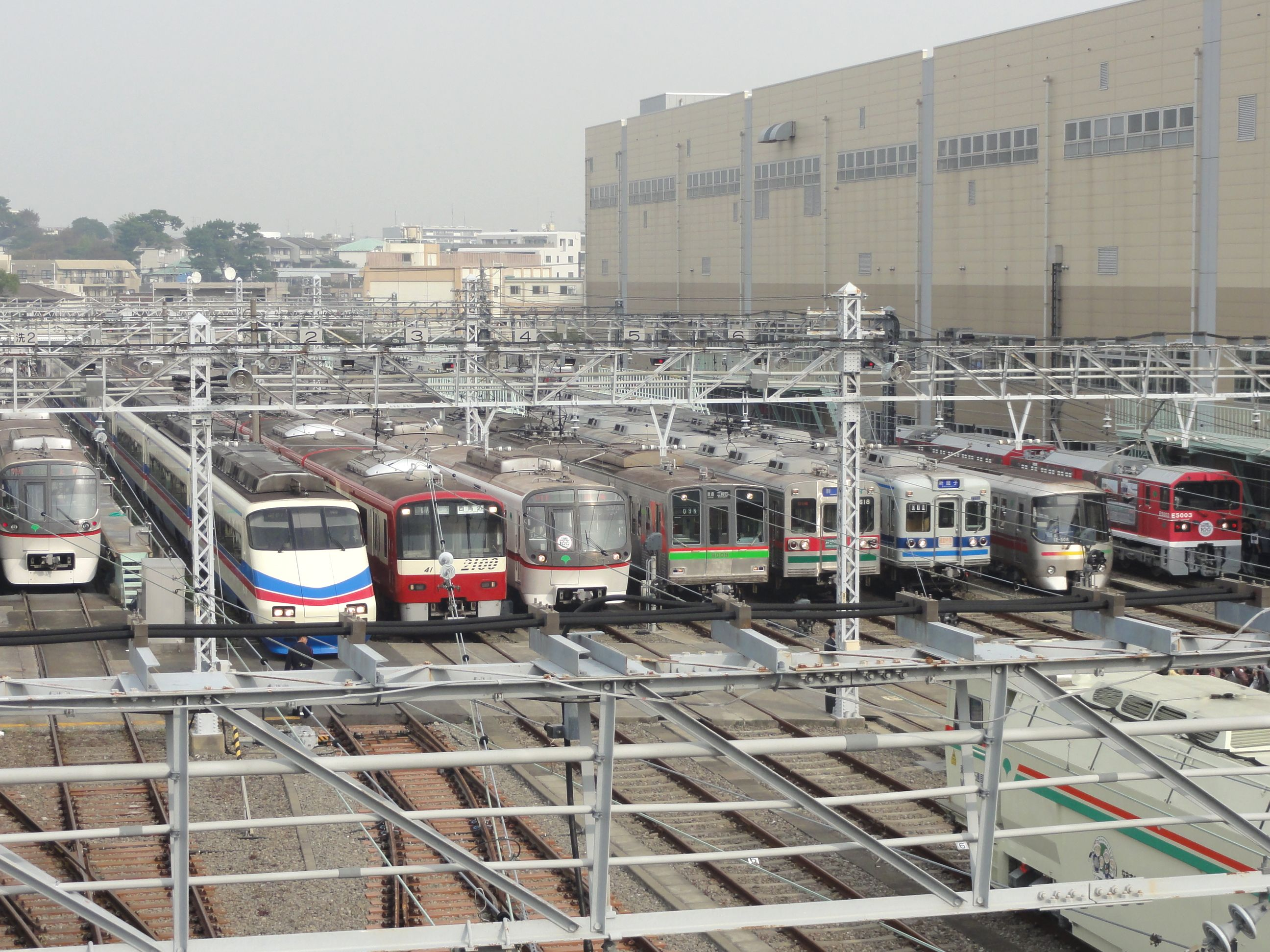
1250号列车（右二）在马込车辆检修场

## 車內

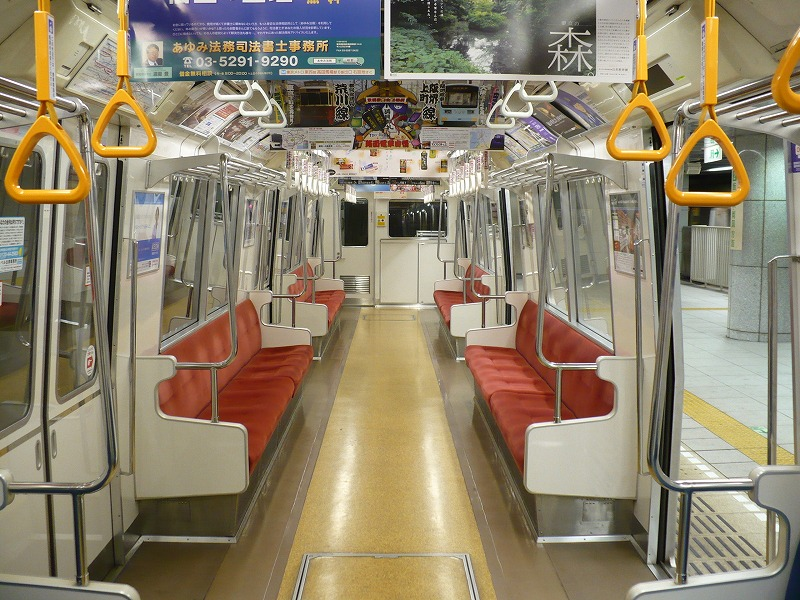
先頭車客室（第4批次）
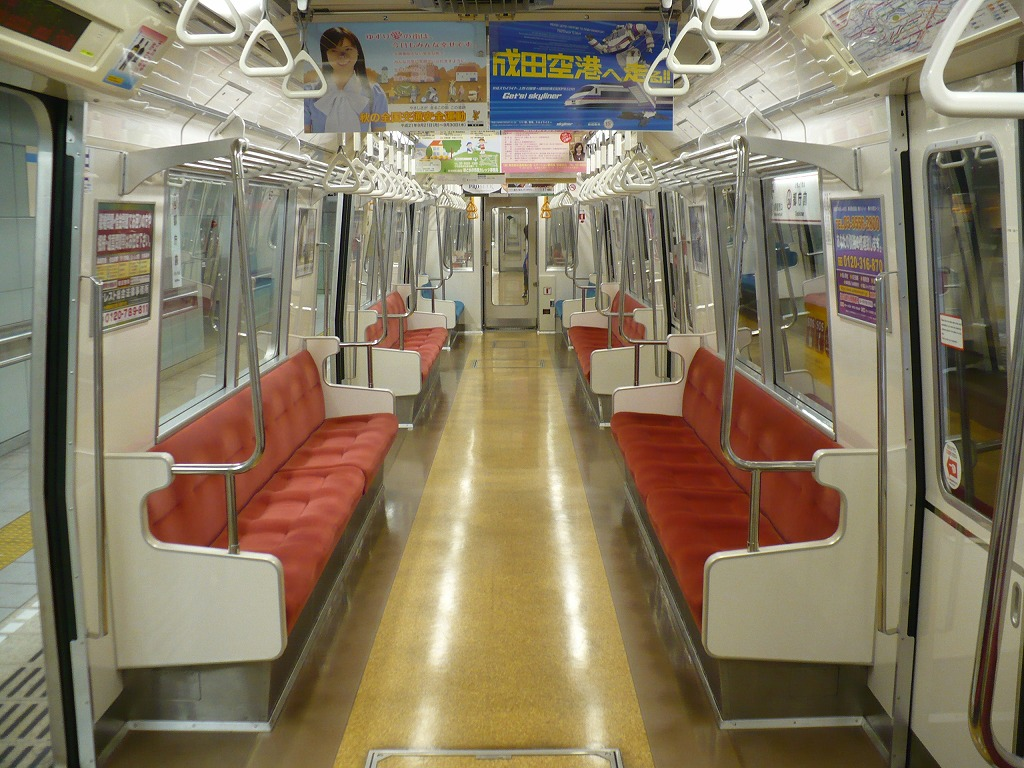
中間車客室
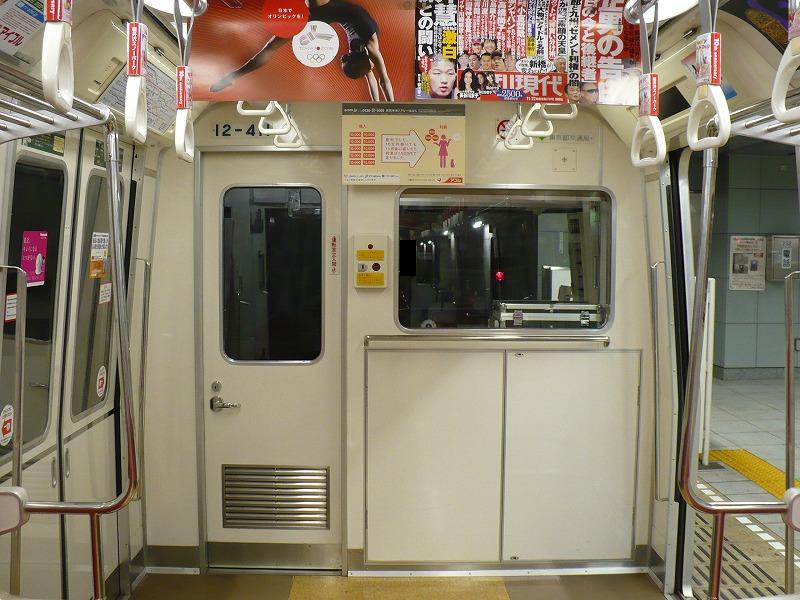
乘务员室入口
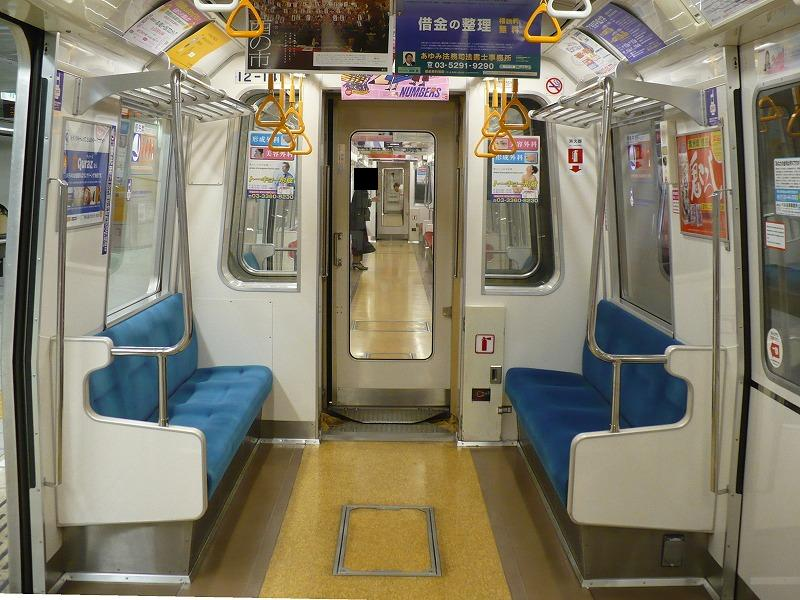
連結处
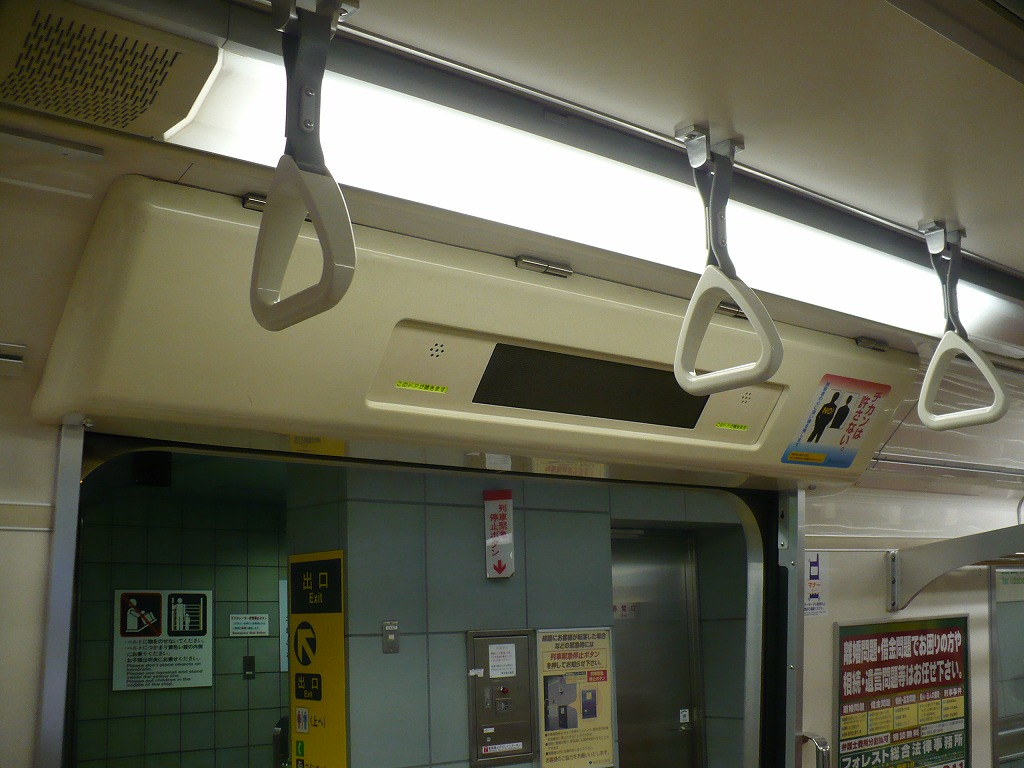
2段模式LED文字表示式向导表示器
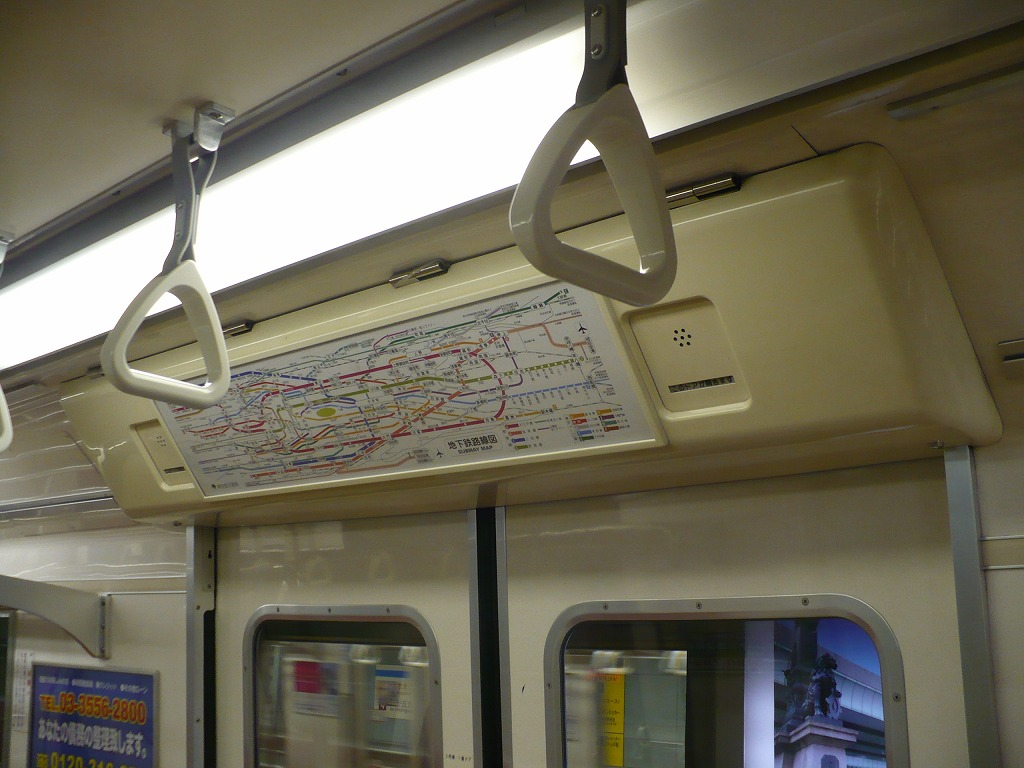
路线图

## 列车大修
由于第1、2批次列车服役时间均超过10年，所以在2007年开始进行大修。由于本列车制式和其他线路列车制式不同，故使用2005年3月制成的东京都交通局E5000型电力机车进行牵引回送，经浅草线到达马込车辆检修场。其中主要进行列车的外涂装、地板、荧光灯及「银杏」标志的变更。
在2009年，第3批次的列车也开始了大修工程，主要内容为增加车门处的识别标志。

## 其他
《奇迹列车~欢迎来到大江户线~》便是以此列车的第1、4批次为蓝本。

## 外部連結
- 東京都交通局12-000型 （页面存档备份，存于） - 日本車輛製造 （日語）